# Vila del llibre

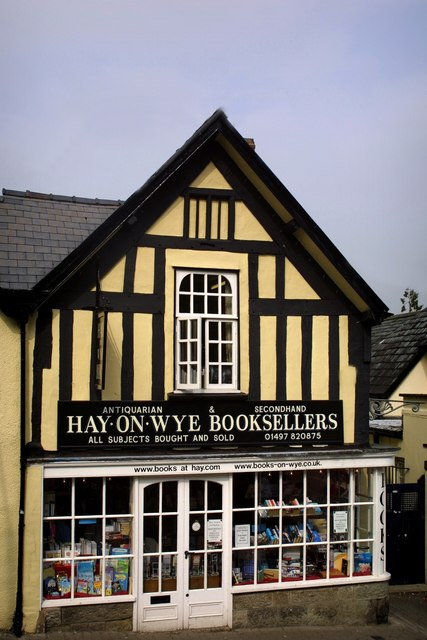
Llibreria de Hay-on-Wye (Gal·les)

Una vila del llibre sol ser una ciutat petita o poble rural on es concentren nombroses empreses relacionades amb el comerç del llibre, sia llibreries d'antiguitats o de segona mà o artesans que treballen en diferents oficis gràfics, com l'enquadernació o la cal·ligrafia. Des de l'any 1963, quan es va crear la primera vila del llibre a Hay-on-Wye (Gal·les) de la mà d'un llibreter d'Oxford, Richard Booth, han anat proliferant arreu del món i n'han sorgit diverses organitzacions, com ara la International Organisation of Book Towns; la Fédération des villages du livre en France, on els vuit villages du livre s'han reagrupat des de l'any 2012; o la Xarxa de viles del llibre de Catalunya, a iniciativa de VilaDelLlibreCAT.
La idea de vila del llibre ha permès un model exemplar de desenvolupament rural sostenible i turístic, sobretot per a petits pobles que, gràcies a la creació d'esdeveniments culturals variats, com ara festivals i fires amb tertúlies i presentacions de llibres, han fet augmentar el seu nombre de visitants, en llocs on l'activitat econòmica i la població estaven en un cert retrocés. L'origen pioner de les viles del llibre ha estat Europa, on rauen la majoria de «ciutats i pobles llibre», amb França com a capdavantera amb un total de nou. La iniciativa en la creació d'aquestes viles és de forma habitual privada, generalment llibreters de llibres antics i d'ocasió apassionats o, com en el cas francès, amb el suport de col·lectius locals que hi veuen un mitjà per revitalitzar algunes regions.

## Llista de viles del llibre
La llista de viles del llibre està ordenada segons la data de creació ascendent.
| Vila del llibre          | Escut | País          | Regió, departament, província, regió, estat, comarca                                | Habitants | Llibreries | Creació | Observacions                                                                                        |
| ------------------------ | ----- | ------------- | ----------------------------------------------------------------------------------- | --------- | ---------- | ------- | --------------------------------------------------------------------------------------------------- |
| Hay-on-Wye               |       | Gal·les       | Autoritat unitària de Powys.                                                        | 1.865     | 26         | 1963    | |
| Redu                     |       | Bèlgica       | Municipalitat de Libin, Província de Luxemburg, regió de Valònia.                   | 500       | 9          | 1984    | Escut de Libin.                                                                                     |
| Bécherel                 |       | França        | Departament d'Ille i Vilaine, regió de Bretanya.                                    | 678       | 15         | 1987    | Situat a 36 km de Rennes.                                                                           |
| Montoliu                 |       | França        | Departament de l'Aude, regió d'Occitània.                                           | 846       | 18         | 1989    | A 18 km de Carcassona.                                                                              |
| Archer City              |       | Estats Units  | Comtat d'Archer. Estat de Texas.                                                    | 1.800     | 1          | 1990    | Iniciativa individual.                                                                              |
| Kenbuchi                 |       | Japó          | Subprefectura de Kamikawa, Illa de Hokkaido.                                        | 3.500     |            | 1991    | Vila del llibre per a nens.                                                                         |
| Bredevoort               |       | Països Baixos | Regió d'Achterhoek, província de Gelderland.                                        | 1.600     | 22         | 1992    | |
| Saint-Pierre-de-Clages   |       | Suïssa        | Cantó de Valais.                                                                    | 630       | 6          | 1993    | |
| Stillwater               |       | Estats Units  | Estat de Minnesota.                                                                 | 19.500    | 4          | 1994    | |
| Fjærland                 |       | Noruega       | Municipi de Sogndal, Comtat de Sogn og Fjordane.                                    | 300       | 12         | 1996    | Només en temporada.                                                                                 |
| Fontenoy-la-Joûte        |       | França        | Departament de Meurthe i Mosel·la, regió del Gran Est.                              | 281       | 23         | 1996    | L'any 1996 s'instal·len una desena de bouquinistes ('llibreters'). A 60 km al sud de Nancy.         |
| Sidney-by-the-sea        |       | Canadà        | Província de la Colúmbia Britànica.                                                 | 11.000    | 5          | 1996    | |
| Damme                    |       | Bèlgica       | Província de Flandes Occidental, regió de Flandes.                                  | 11.000    | 4          | 1997    | |
| Langkawi                 |       | Malàisia      | Estat de Kedah.                                                                     |           | 6          | 1997    | Kampung buku Malaysia ('Vila del llibre de Malàisia').                                              |
| Mühlbeck-Friedersdorf    |       | Alemanya      | Municipis del districte d'Anhalt-Bitterfeld, Estat federat de Saxònia-Anhalt.       | 3.000     | 7          | 1997    | Dos viles veïnes. A 45 km de Leipzig.                                                               |
| Sysmä                    |       | Finlàndia     | Província de Finlàndia del Sud, regió de Päijät-Häme.                               | 4.800     | 1          | 1997    | Organització d'esdeveniments.                                                                       |
| Wigtown                  |       | Escòcia       | Consell de Dumfries i Galloway.                                                     | 1.000     | 17         | 1997    | |
| Wünsdorf                 |       | Alemanya      | Municipi de Zossen, districte de Teltow-Fläming, Estat federat de Brandenburg.      | 6.200     | 3          | 1997    | |
| Cuisery                  |       | França        | Departament de Saona i Loira, regió de Borgonya-Franc Comtat.                       | 1.600     | 12         | 1999    | A 37 km de Mâcon.                                                                                   |
| La Charité-sur-Loire     |       | França        | Departament del Nièvre. A 28 km de Nevers.                                          | 5.500     | 15         | 2000    | |
| Montmorillon             |       | França        | Departament de la Viena, regió de Nova Aquitània.                                   | 6.100     | 9          | 2000    | A 53 km de Poitiers. Cité de l'Écrit de Montmorillon (Ciutat de l'Escrit de Montmorillon')          |
| Võtikvere                |       | Estònia       | Comtat de Jõgeva.                                                                   | 200       |            | 2000    | |
| Mellösa                  |       | Suècia        | Municipi de Flen, Comtat de Södermanland.                                           | 550       | 4          | 2001    | Escut de Flen.                                                                                      |
| Nevada City-Grass Valley |       | Estats Units  | Estat de Califòrnia.                                                                | 16.000    | 23         | 2001    | The Nevada Gold Cities Book Town ('Vila del llibre de The Nevada Gold Cities')                      |
| Sedbergh                 |       | Anglaterra    | Comtat de Cúmbria.                                                                  | 2.800     | 14         | 2001    | Comtat de Cúmbria.                                                                                  |
| Brownville               |       | Estats Units  | Estat de Nebraska.                                                                  | 150       | 4          | 2002    | |
| Urueña                   |       | Espanya       | Província de Valladolid.                                                            | 200       | 11         | 2007    | |
| Vianden                  |       | Luxemburg     | Cantó de Vianden.                                                                   | 2.100     |            | 2002    | |
| Tvedestrand              |       | Noruega       | Comtat d'Aust-Agder.                                                                | 6.100     | 20         | 2003    | |
| Montereggio              |       | Itàlia        | Província de Massa i Carrara, regió de Toscana.                                     | 50        |            | 2004    | Festa del llibre.                                                                                   |
| Langenberg               |       | Alemanya      | Barri de Velbert, Districte de Gütersloh, Estat federat del Rin del Nord-Westfàlia. | 8.000     | 5          | 2005    | |
| Purgstall an der Erlauf  |       | Àustria       | Districte de Scheibbs, estat de Baixa Àustria.                                      | 5.400     |            | 2005    | |
| Hobart                   |       | Estats Units  | Estat de Nova York.                                                                 | 400       | 4          | 2005    | Book Village of the Catskills ('Vila del llibre de Catskills')                                      |
| Jinbōchō                 |       | Japó          |                                                                                     |           | 87         | 2005    | Jimbou book town ('Vila del llibre de Jimbou')                                                      |
| Torup                    |       | Dinamarca     | Municipi de Halsnæs, regió Capital.                                                 | 1.200     |            | 2006    | Escut de Halsnæs.                                                                                   |
| Paju Book City           |       | Corea del Sud | Municipi de Gyoha-eup, província de Gyeonggi-do.                                    | 10.000    | 250        | 2006    | Situat a 30 km de Seül. 250 editors / 10.000 treballadors.                                          |
| Ambierle                 |       | França        | Departament del Loira, regió d'Alvèrnia-Roine-Alps.                                 | 2.000     | 3          | 2007    | Recerca de llibreters. Situat a 93 km de Saint-Étienne                                              |
| Esquelbecq               |       | França        | Departament del Nord, regió dels Alts de França.                                    | 2.000     | 3          | 2007    | Animacions literàries (balls, cafès i nit del llibre), mercat de llibres mensual. A 59 km de Lilla. |
| Bellprat                 |       | Catalunya     | Comarca de l'Anoia.                                                                 | 87        | 6          | 2008    | |
| Rochester                |       | Estats Units  | Estat de Nova York.                                                                 | 220.000   | 12         | 2009    | |
| Borrby                   |       | Suècia        | Comuna de Simrishamn, Província d'Escània.                                          | 1.000     | 5          | 2011    | Escut de Simrishamn.                                                                                |
| Clunes                   |       | Austràlia     | Shire of Hepburn, Estat de Victòria                                                 | 1.800     | 8          | 2012    | |
| Selfoss                  |       | Islàndia      | Municipi d'Árborg, regió de Suðurland.                                              | 6.500     |            | 2014    | Bókabæirnir austanfjalls.                                                                           |
| Óbidos                   |       | Portugal      | Subregió de l'Oeste, regió del Centre.                                              | 11.700    | 2          | 2015    | |
| Featherston              |       | Nova Zelanda  | Districte de South Wairarapa, regió de Wellington, Illa del Nord.                   | 2.500     | 17         | 2015    | |
| Cervera                  |       | Catalunya     | Comarca de la Segarra.                                                              | 9.500     | 34         | 2016    | |
| Montblanc                |       | Catalunya     | Comarca de la Conca de Barberà.                                                     | 7.500     | 32         | 2017    | |
| Bhilar                   |       | Índia         | Districte de Satara, municipalitat de Maharashtra.                                  | 700       | [ p ]      | 2017    | A 250 km i 4.30h de Bombai. A 2.30h de Poona. A 7 km de Panchgani.                                  |
| Sablons                  |       | França        | Departament de Gironda, regió de Nova Aquitània.                                    | 1.350     | 1          | 2017    | |
| La Pobla de Segur        |       | Catalunya     | Comarca del Pallars Jussà.                                                          | 3.000     | 30         | 2018    | |
| L'Escala                 |       | Catalunya     | Comarca de l'Alt Empordà.                                                           | 10.500    | 36         | 2019    | |
| Txelopek                 |       | Bulgària      | Província de Vratsa.                                                                | 600       | 2          | 2020    | |
| Calonge                  |       | Catalunya     | Comarca del Baix Empordà.                                                           | 11.331    | 7          | 2021    | |

## Festival Internacional de la Vila del Llibre
Un dels objectius de la International Organisation of Book Towns (Organització Internacional de Viles del Llibre) és sensibilitzar el públic a l'entorn de les viles del llibre, estimulant el seu interès donant informació a través d'Internet i organitzant, cada dos anys, un Festival Internacional de la Vila del Llibre (International Book Town Festival). El primer va tenir lloc a Bredevoort (Països Baixos) l'any 1998.
Celebració de Festivals Internacionals de la Vila del Llibre
| Vila del llibre                  | Data          |
| -------------------------------- | ------------- |
| Bredevoort (Països Baixos)       | agost 1998    |
| Mühlbeck-Friedersdorf (Alemanya) | juliol 2000   |
| Sysmä (Finlàndia)                | juliol 2002   |
| Wigtown (Escòcia)                | maig 2004     |
| Fjærland (Noruega)               | juny 2006     |
| Montereggio (Itàlia)             | maig 2008     |
| Wünsdorf-Waldstadt (Alemanya)    | setembre 2010 |
| Langwaki (Malàisia)              | 2012          |
| Tvedestransd (Noruega)           | maig 2014     |
|                                  | 2016          |
|                                  | 2018          |
| Borrby (Suècia) (posposada)      | maig 2020     |

## Galeria d'imatges

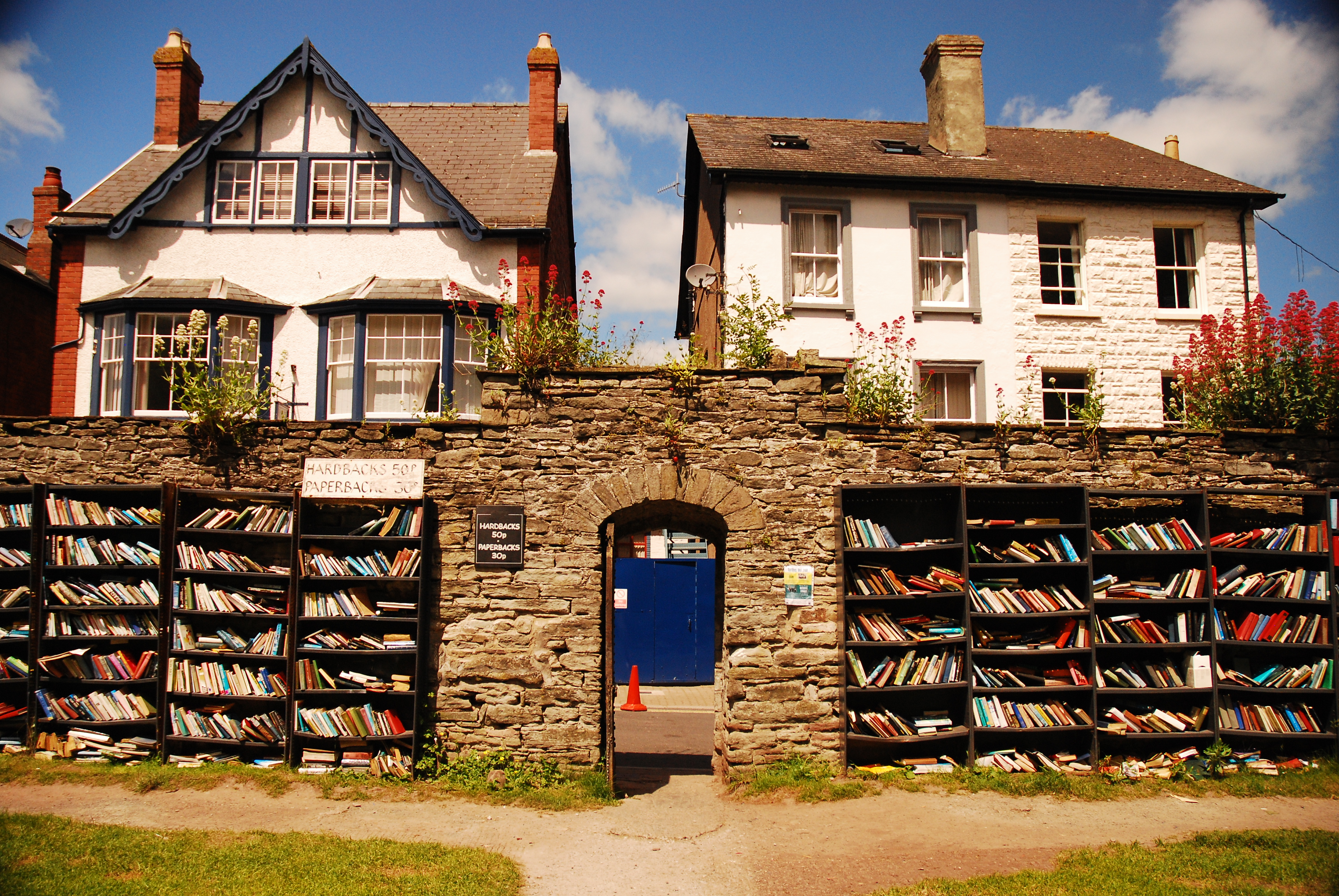
Hay-on-Wye, Gal·les, The Honest Bookshop.
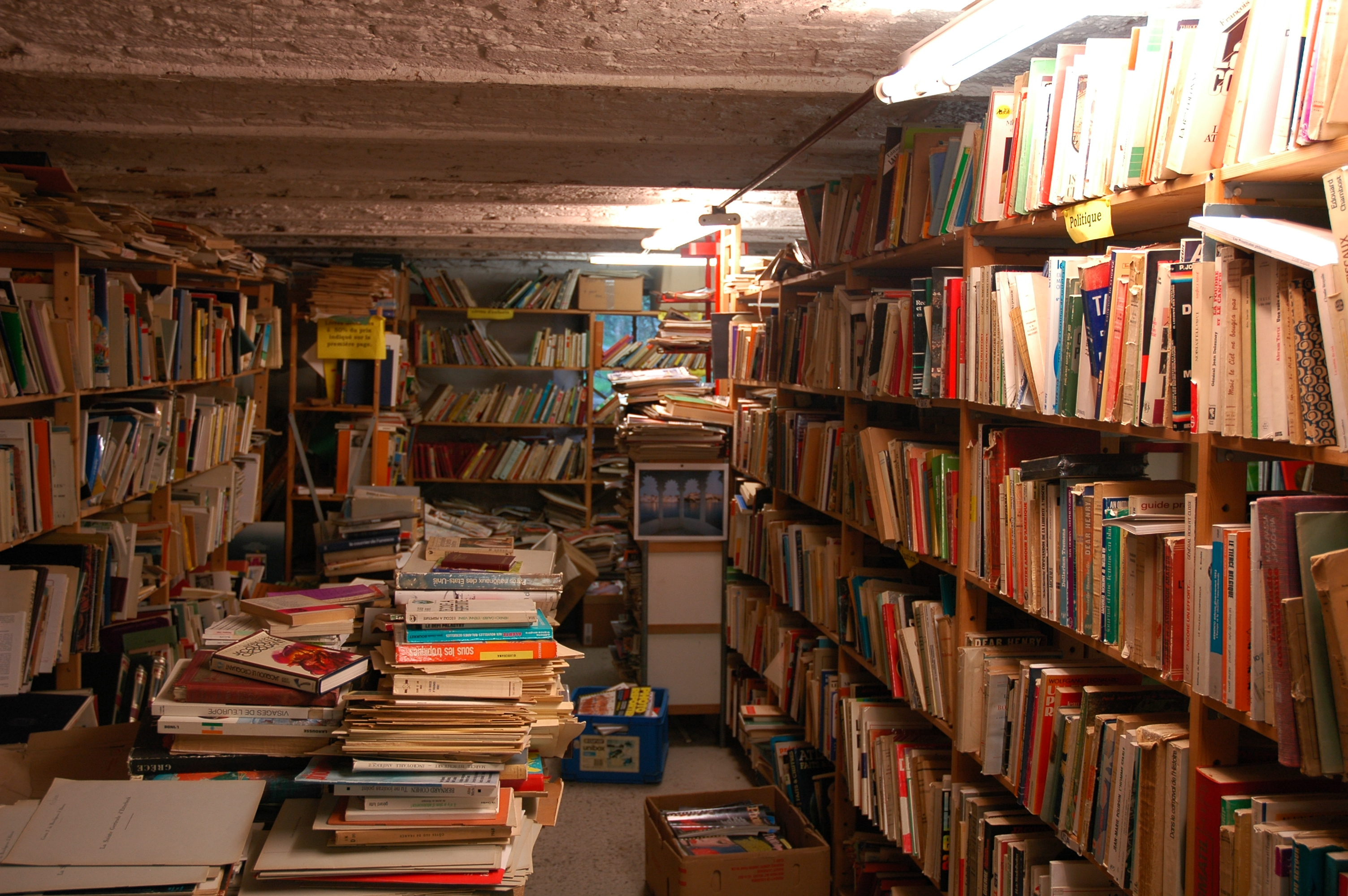
Redu, Bèlgica, una llibreria.
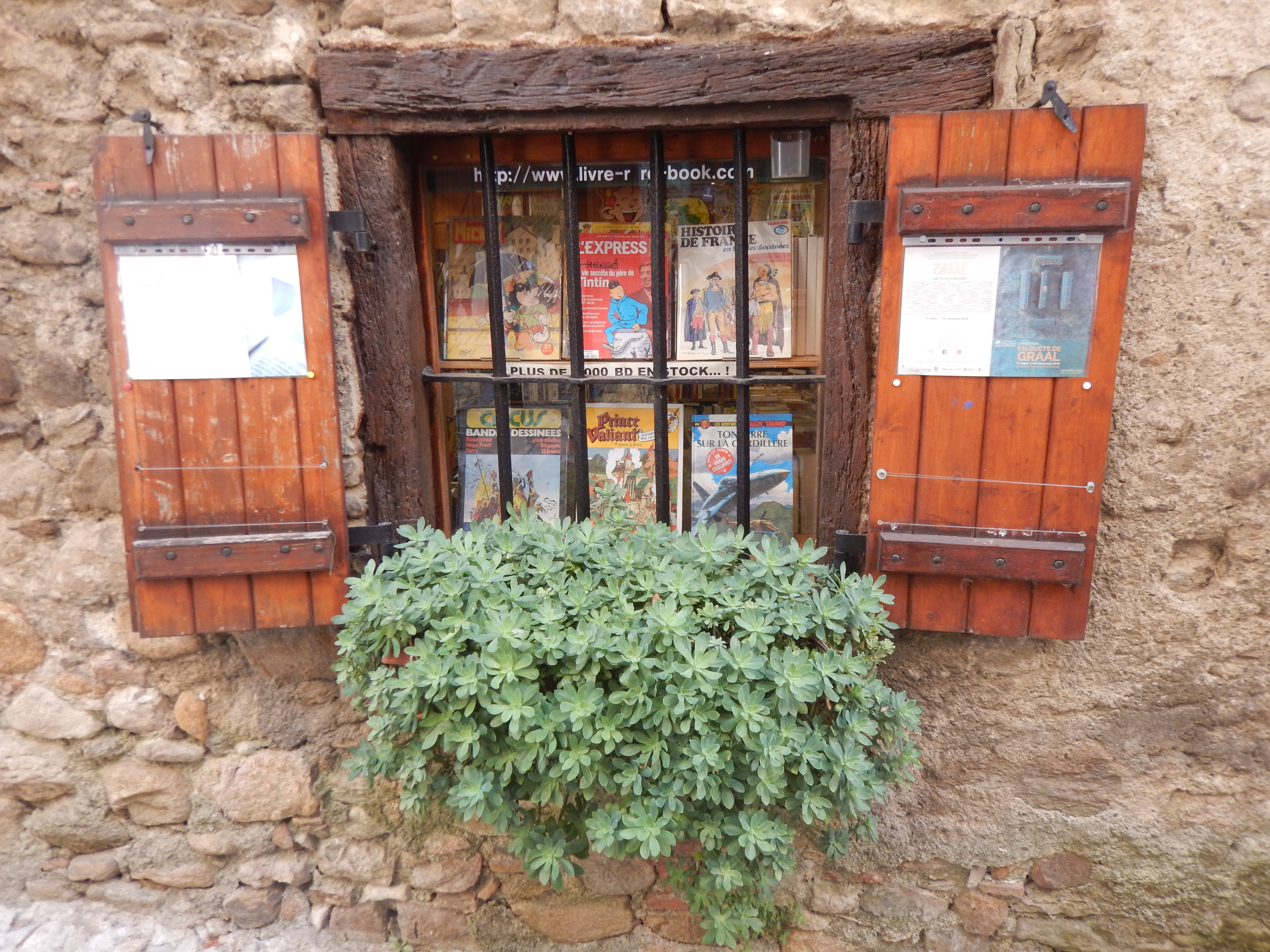
Montoliu, França, Village du Livre et des Arts (2018) - Aparador llibreria.
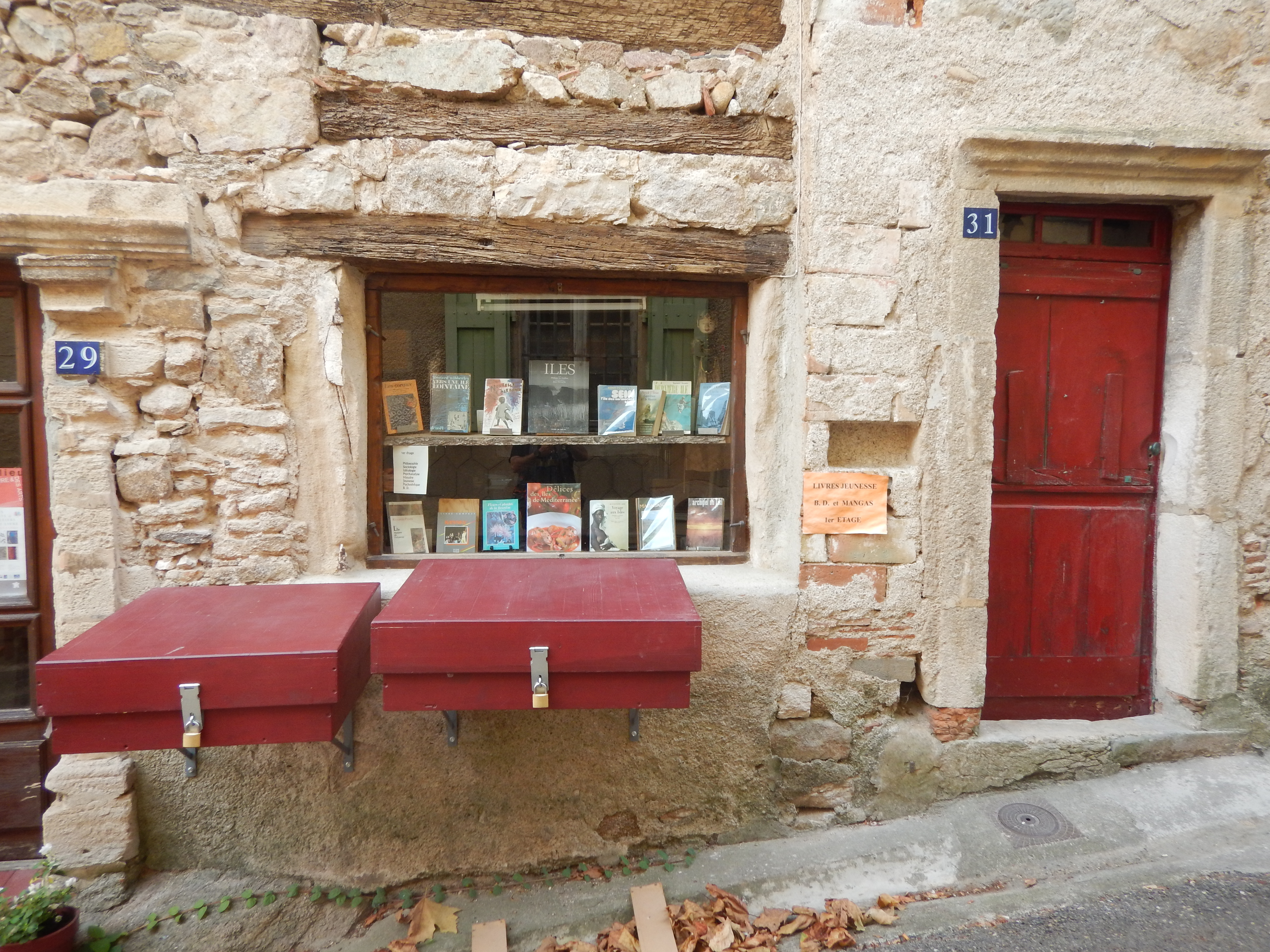
Montoliu, Village du Livre et des Arts (2018).
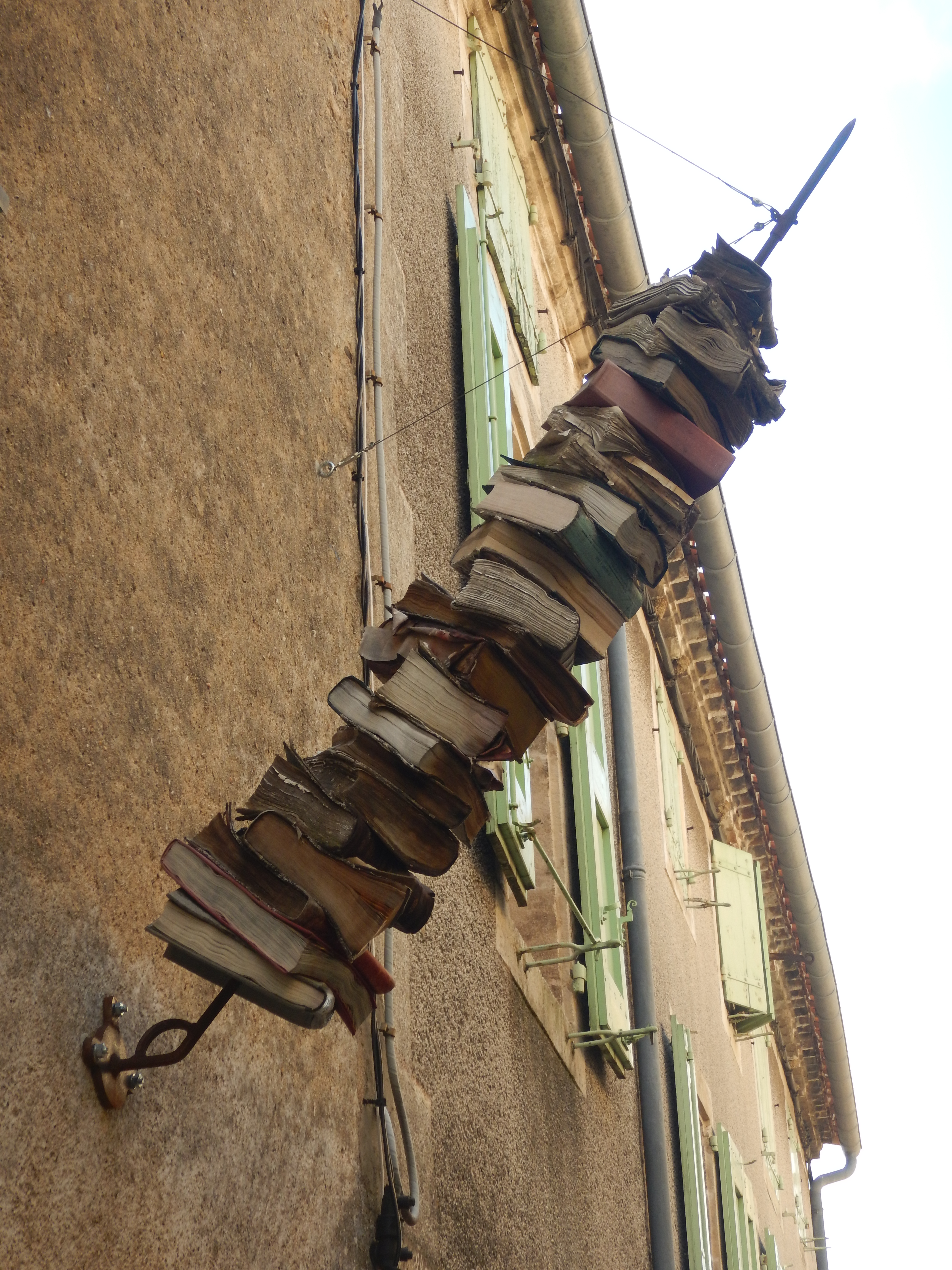
Montoliu, Village du Livre et des Arts (2018)-Pinxo de llibres.
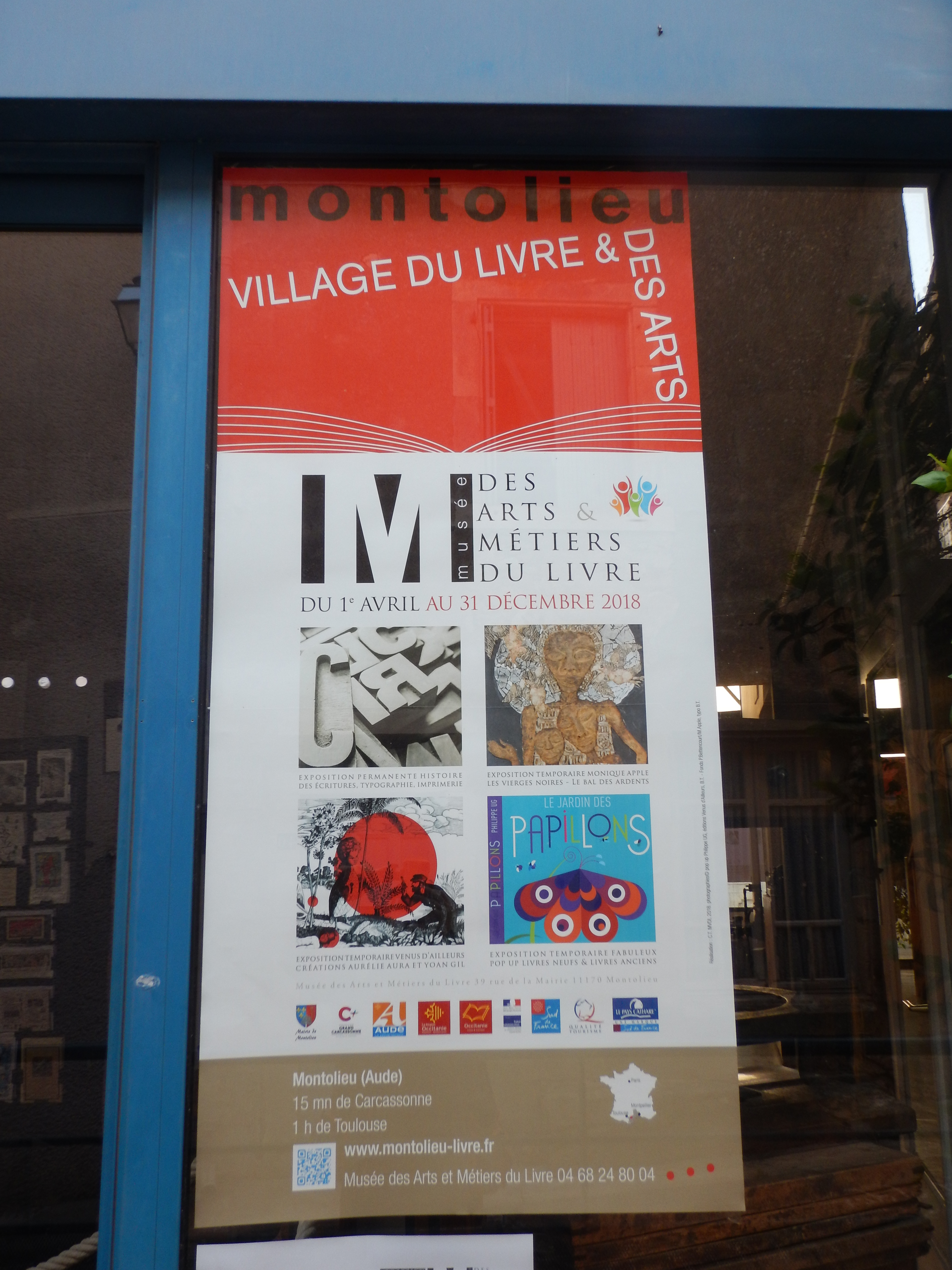
Montoliu-Musée des Arts & Métiers du livre-Village du Livre et des Arts (2018).
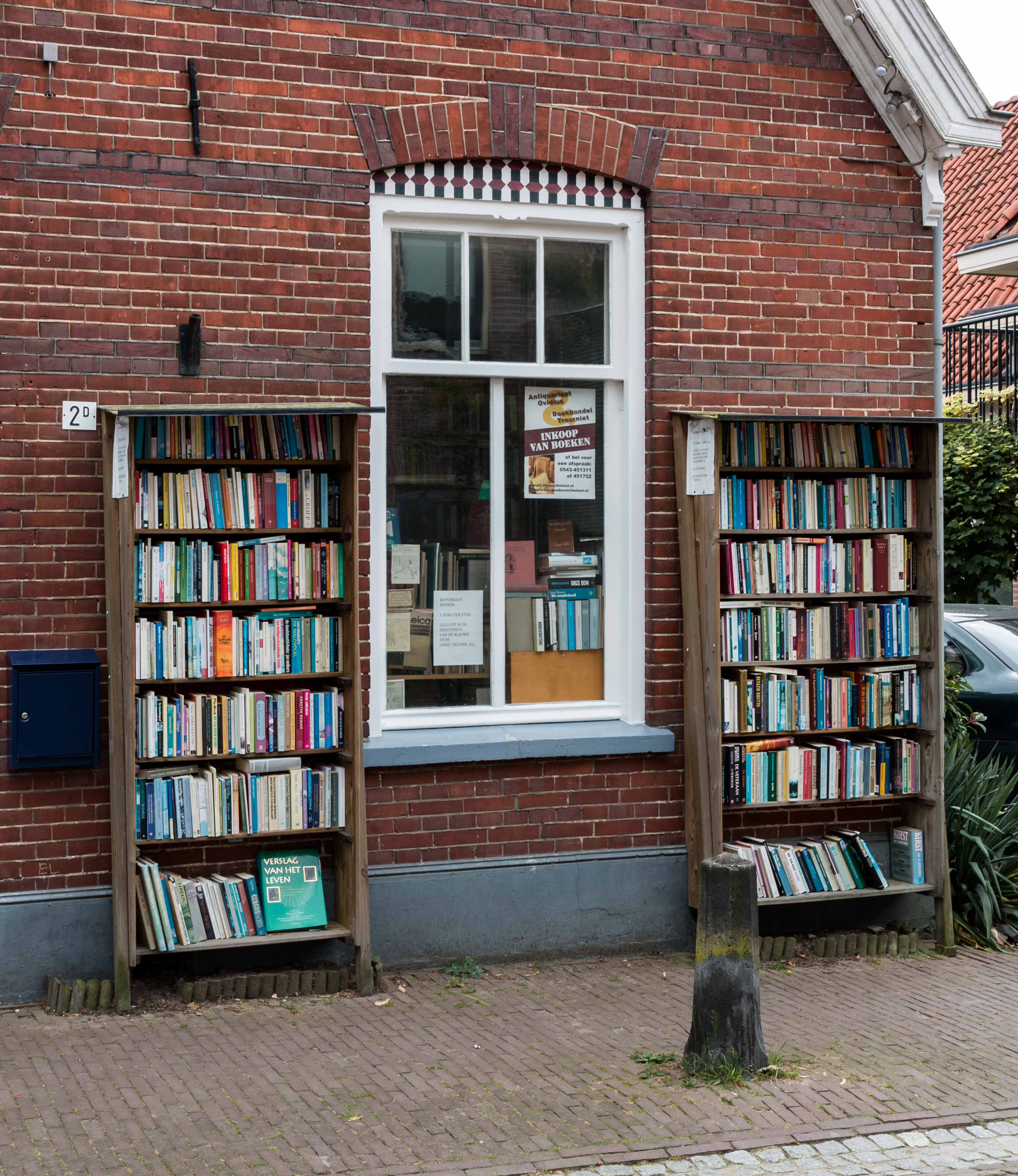
Bredevoort, Països Baixos, antiquari de llibres.
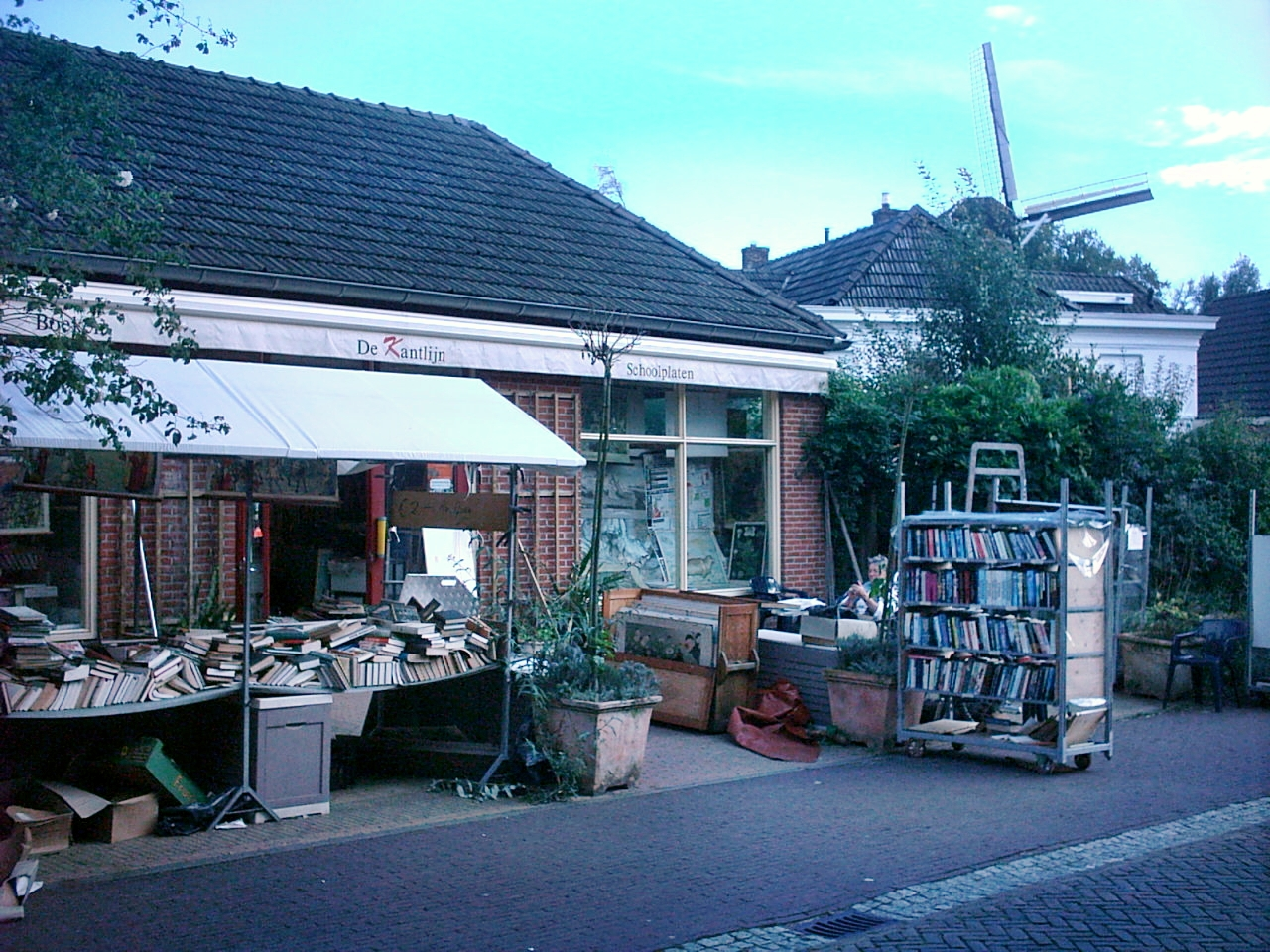
Bredevoort, Països Baixos, antiquari.
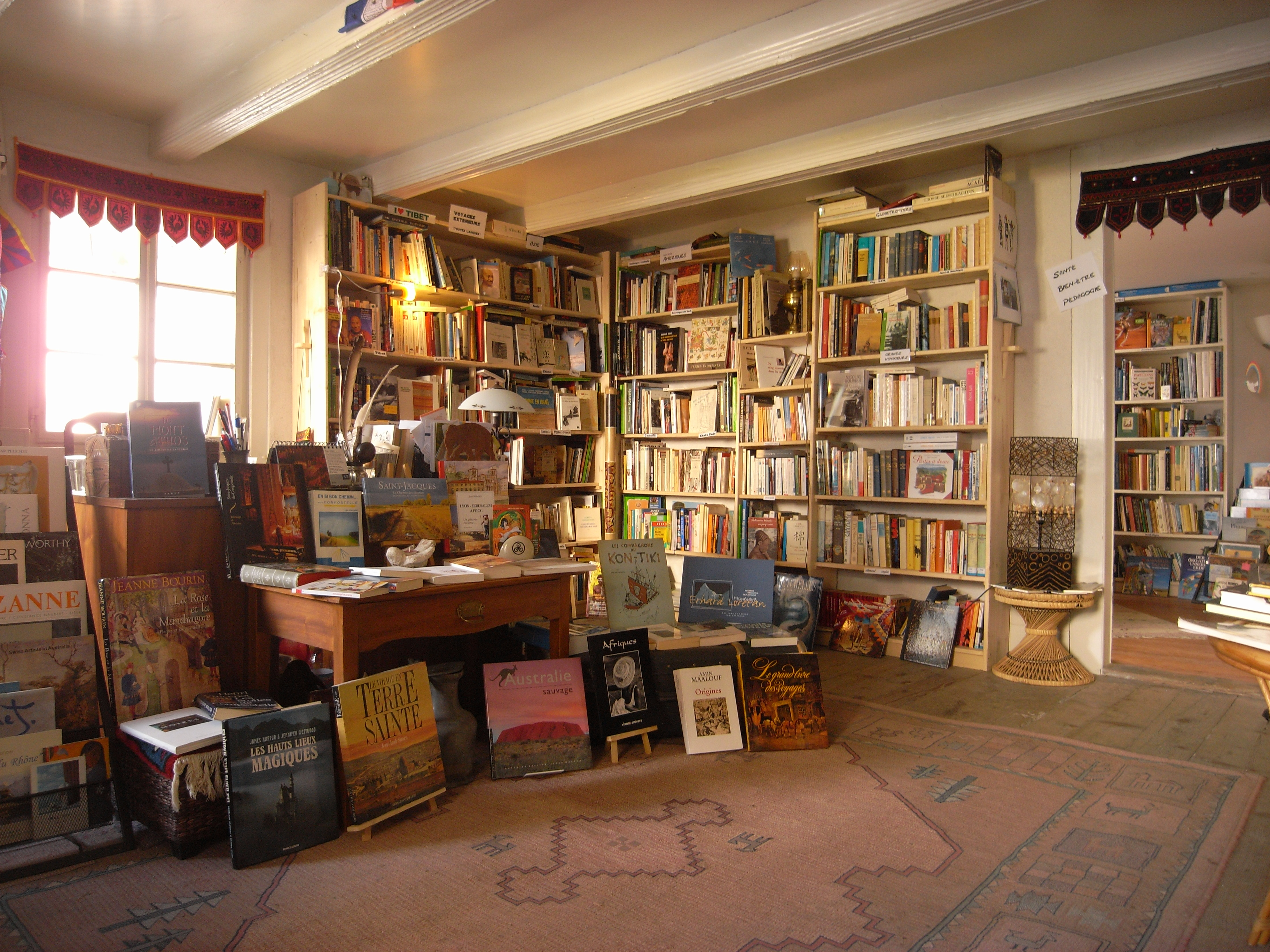
Saint-Pierre-de-Clages, Suïssa, Antiquari de llibres.
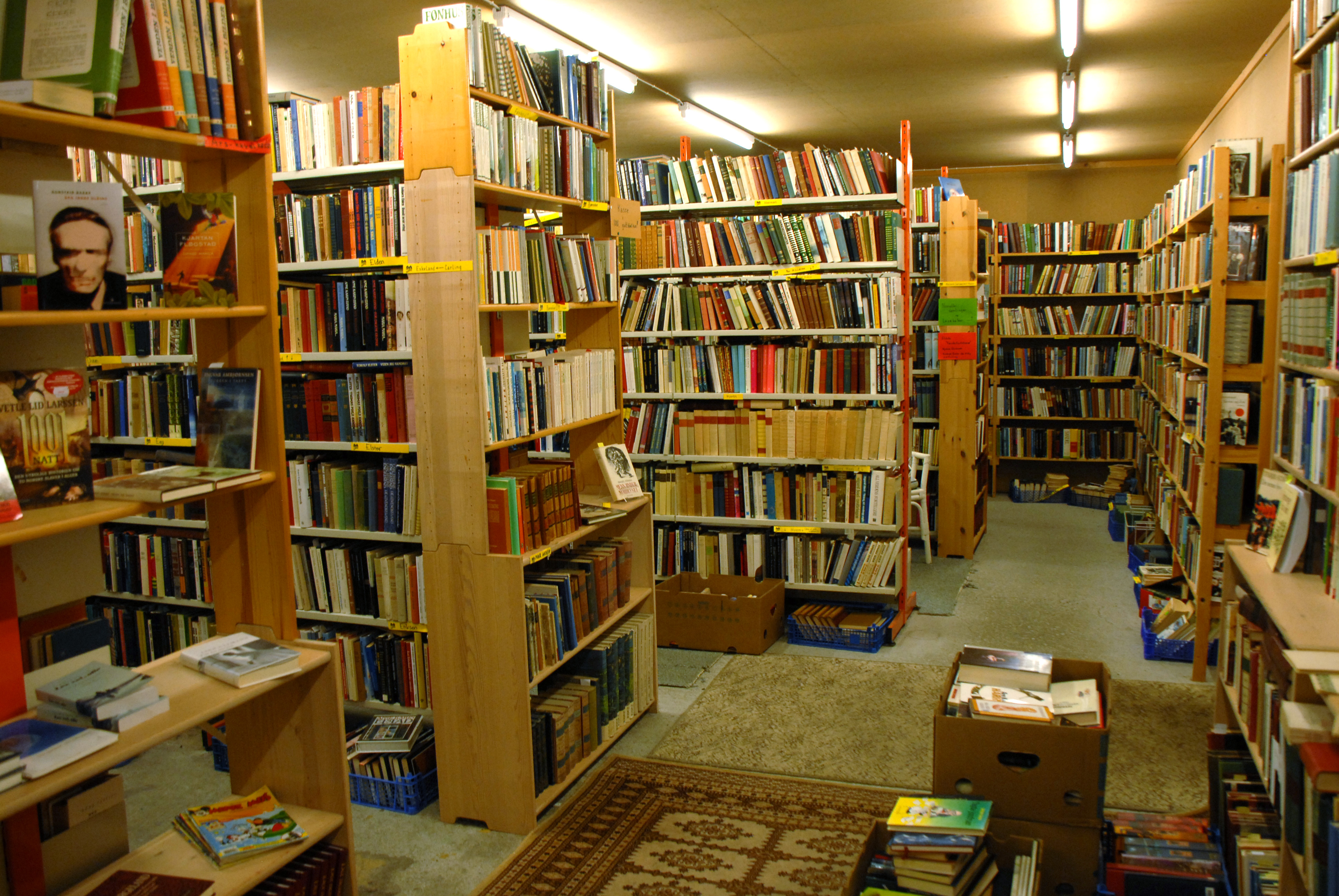
Fjærland, Noruega, llibreria.
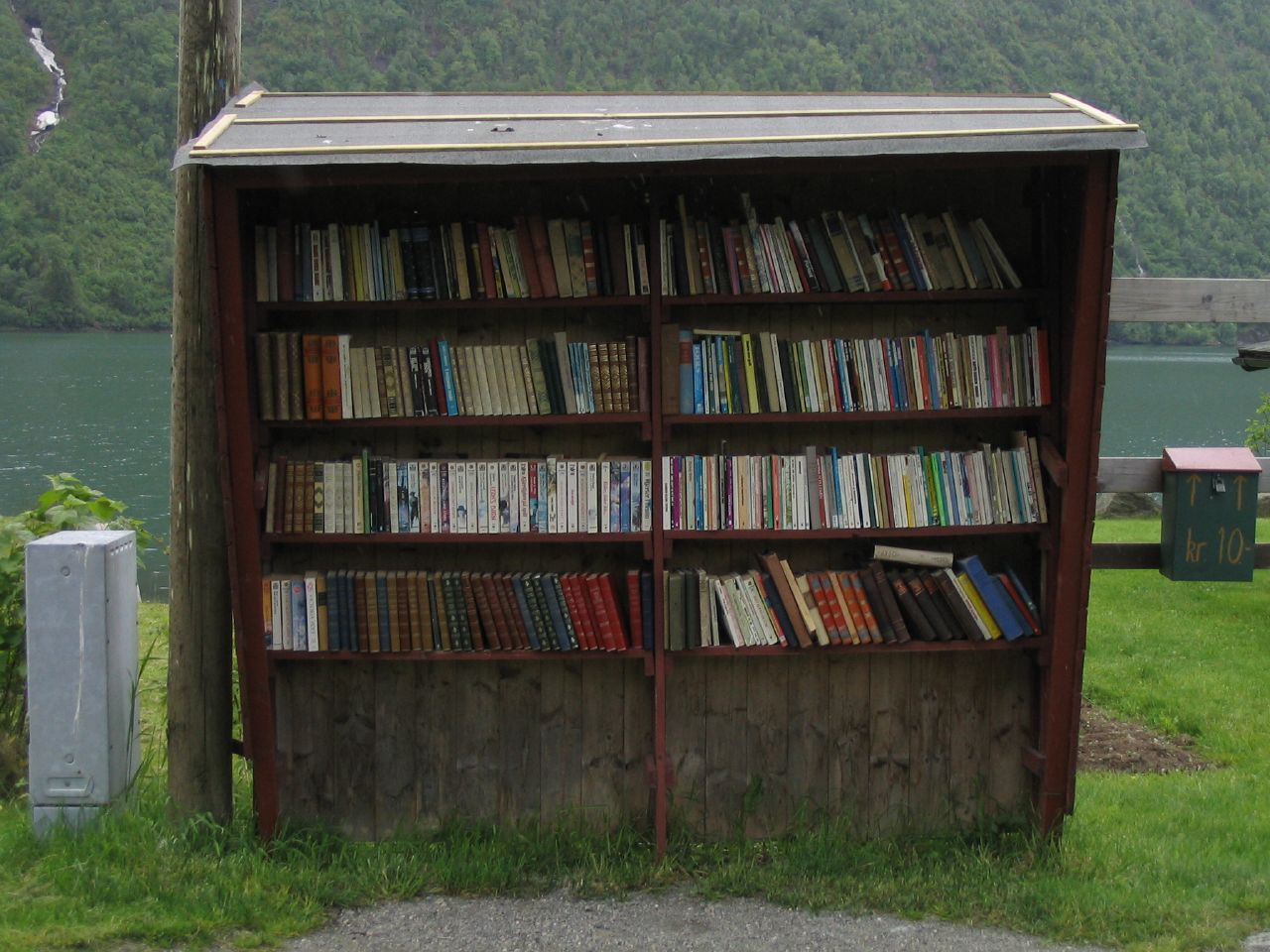
Fjærland, Noruega, llibreria d'autoservei.
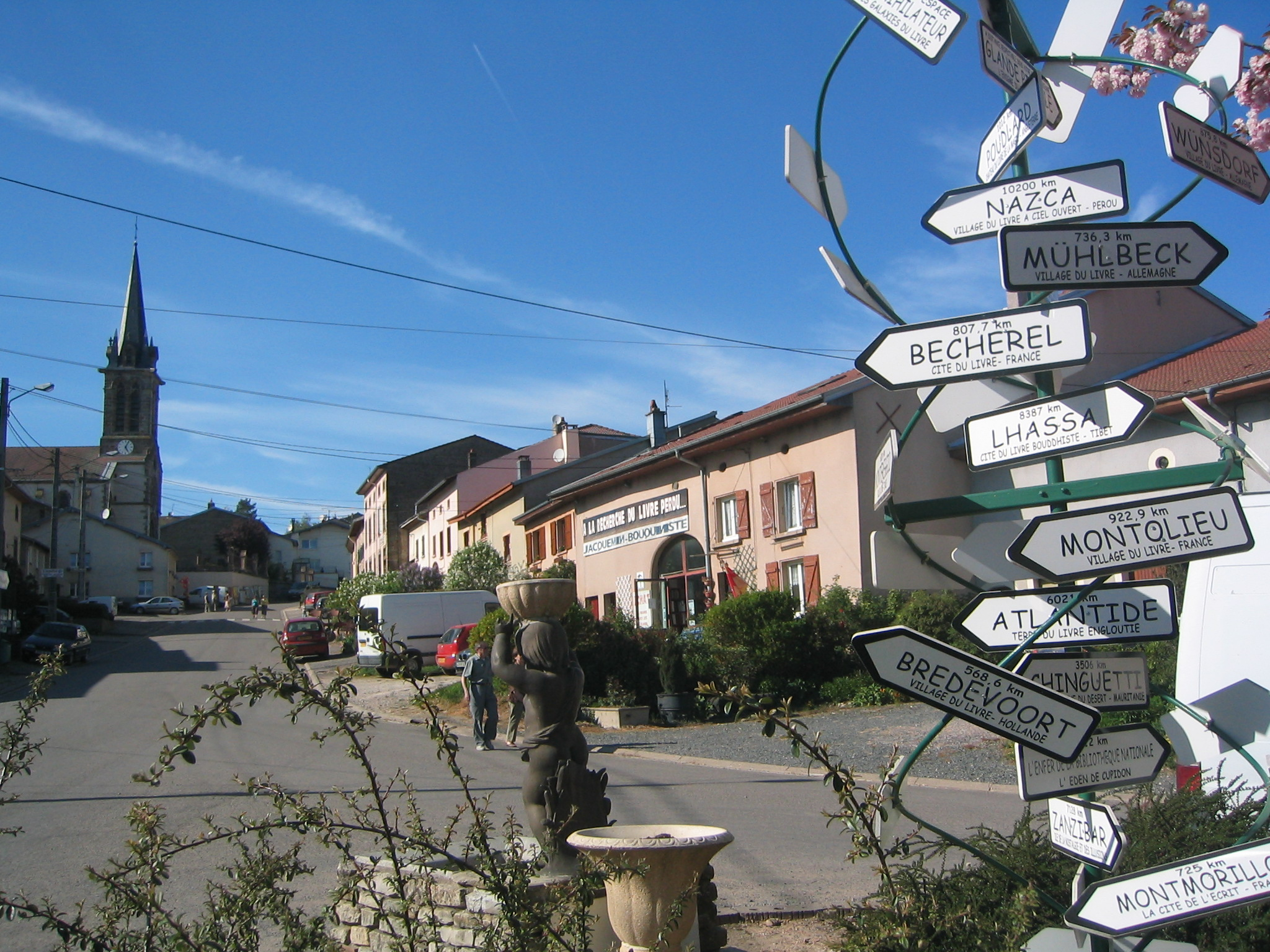
Fontenoy-la-Joûte, França, llibres en el punt de mira.
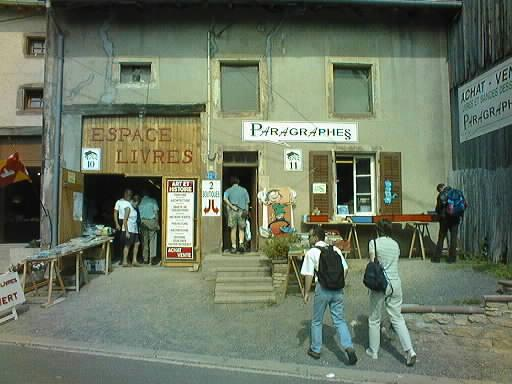
Fontenoy-la-Joûte, França.
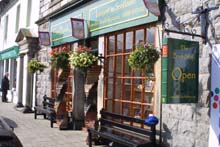
Wigtown, Escòcia, llibreria de segona mà.
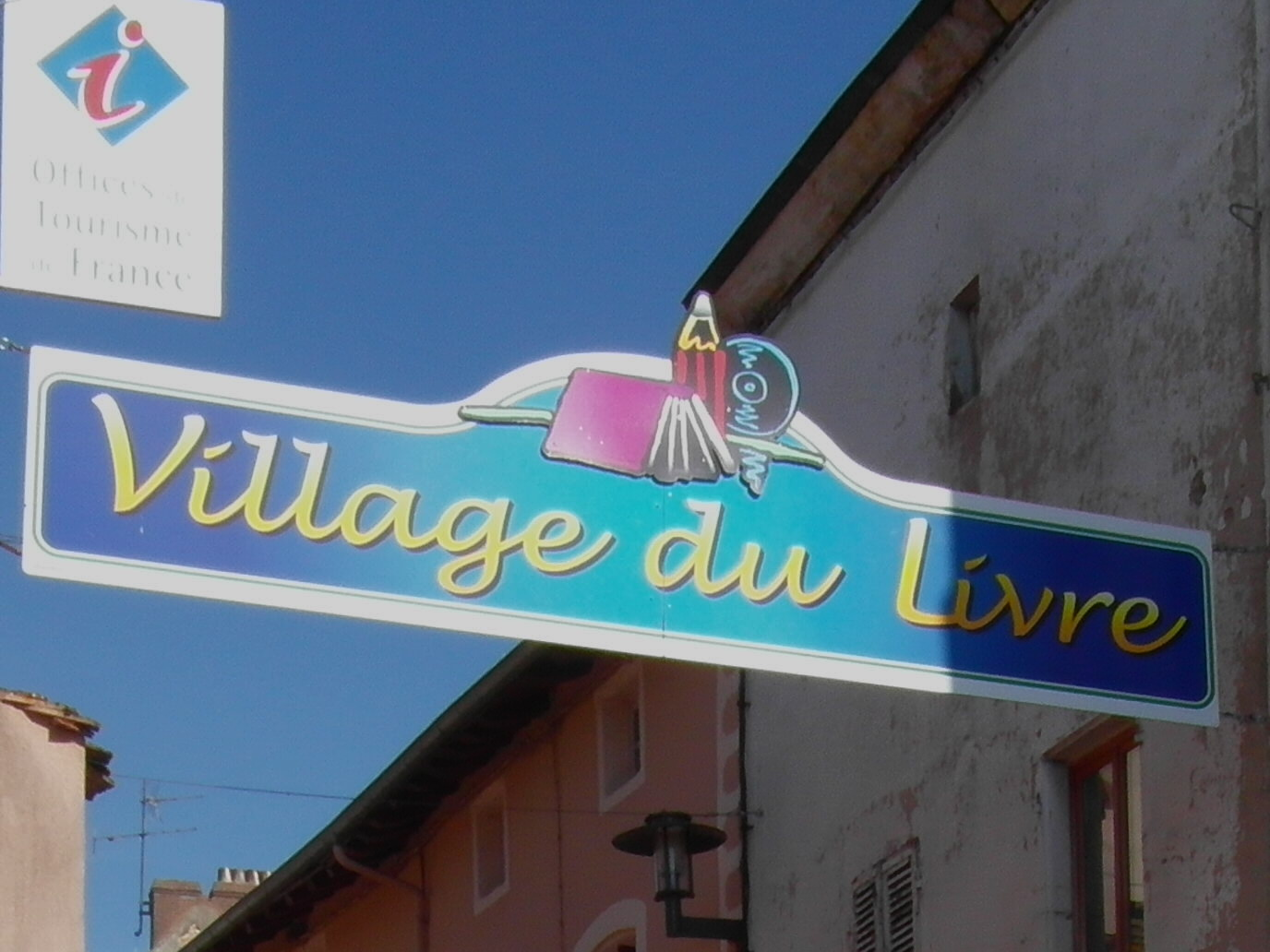
Cuisery, França-Cartell indicatiu de Vila del Llibre
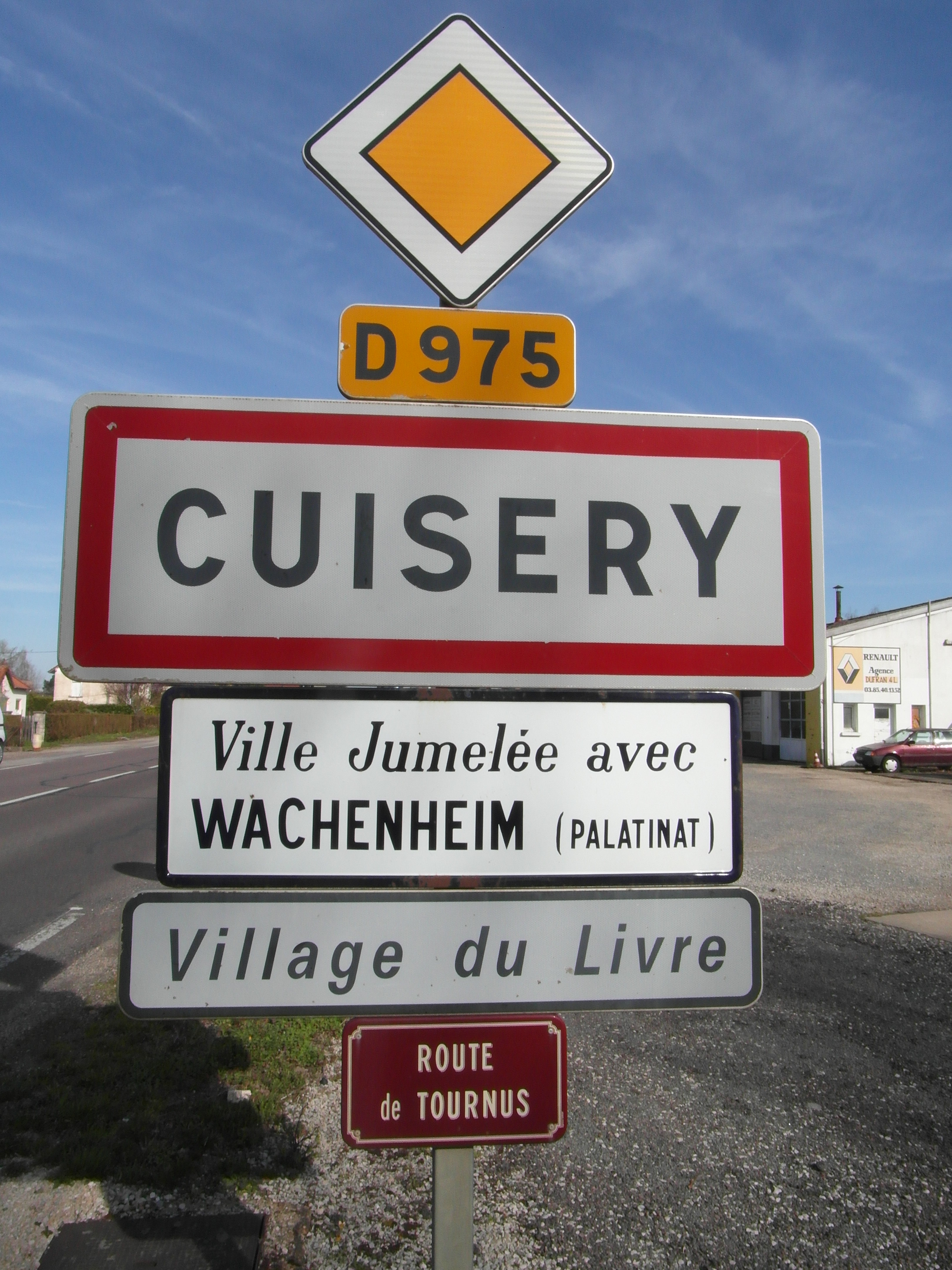
Cuisery-Panell de ruta a l'entrada.
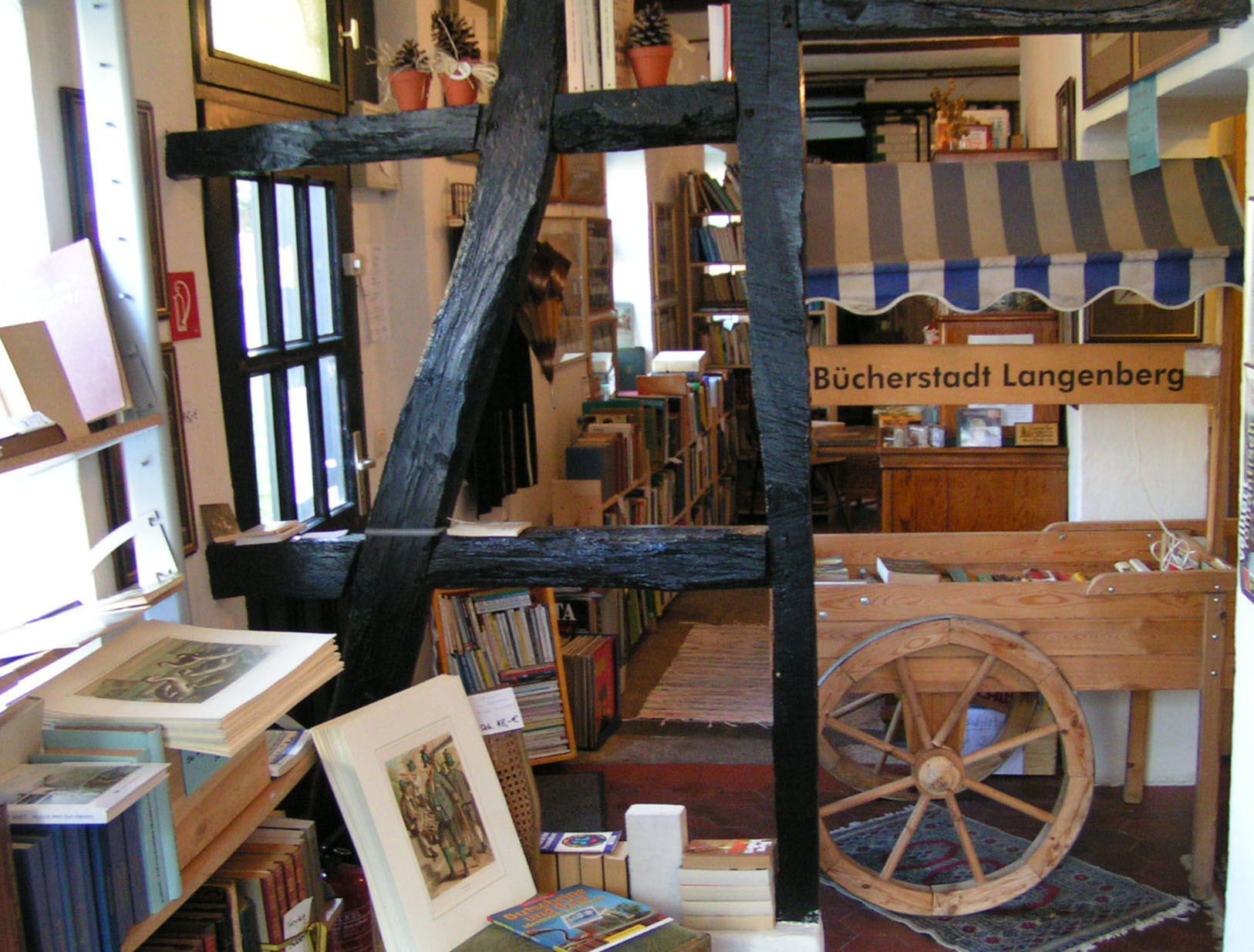
Langenberg, Alemanya, antiquari.
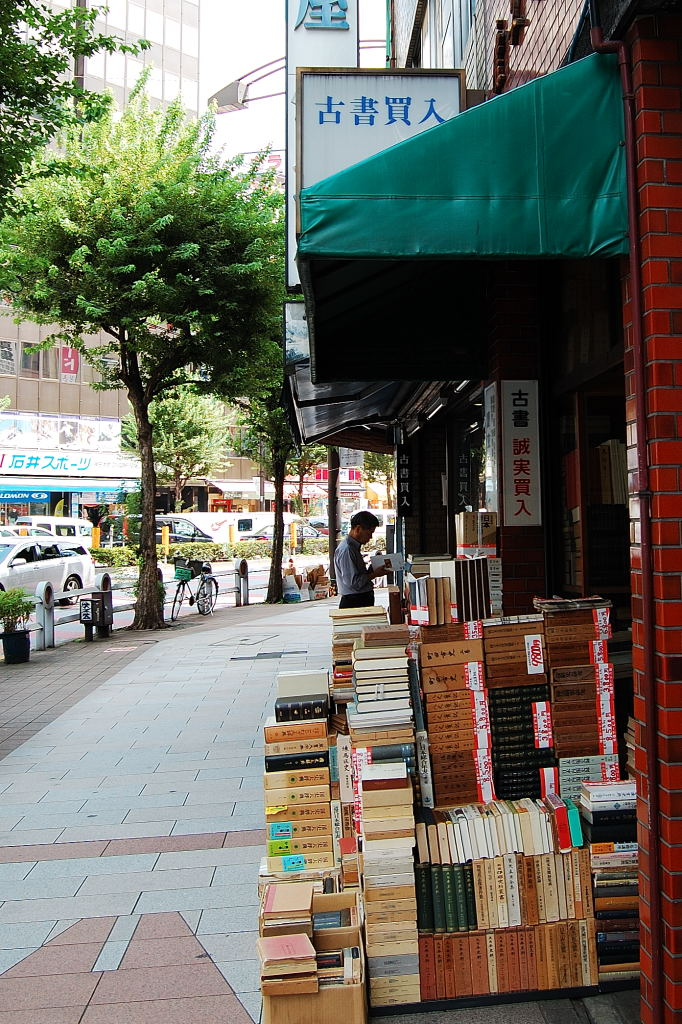
Jinbōchō, Tòquio (Japó), llibreria de llibres de 2a.mà de K.Suzuki.
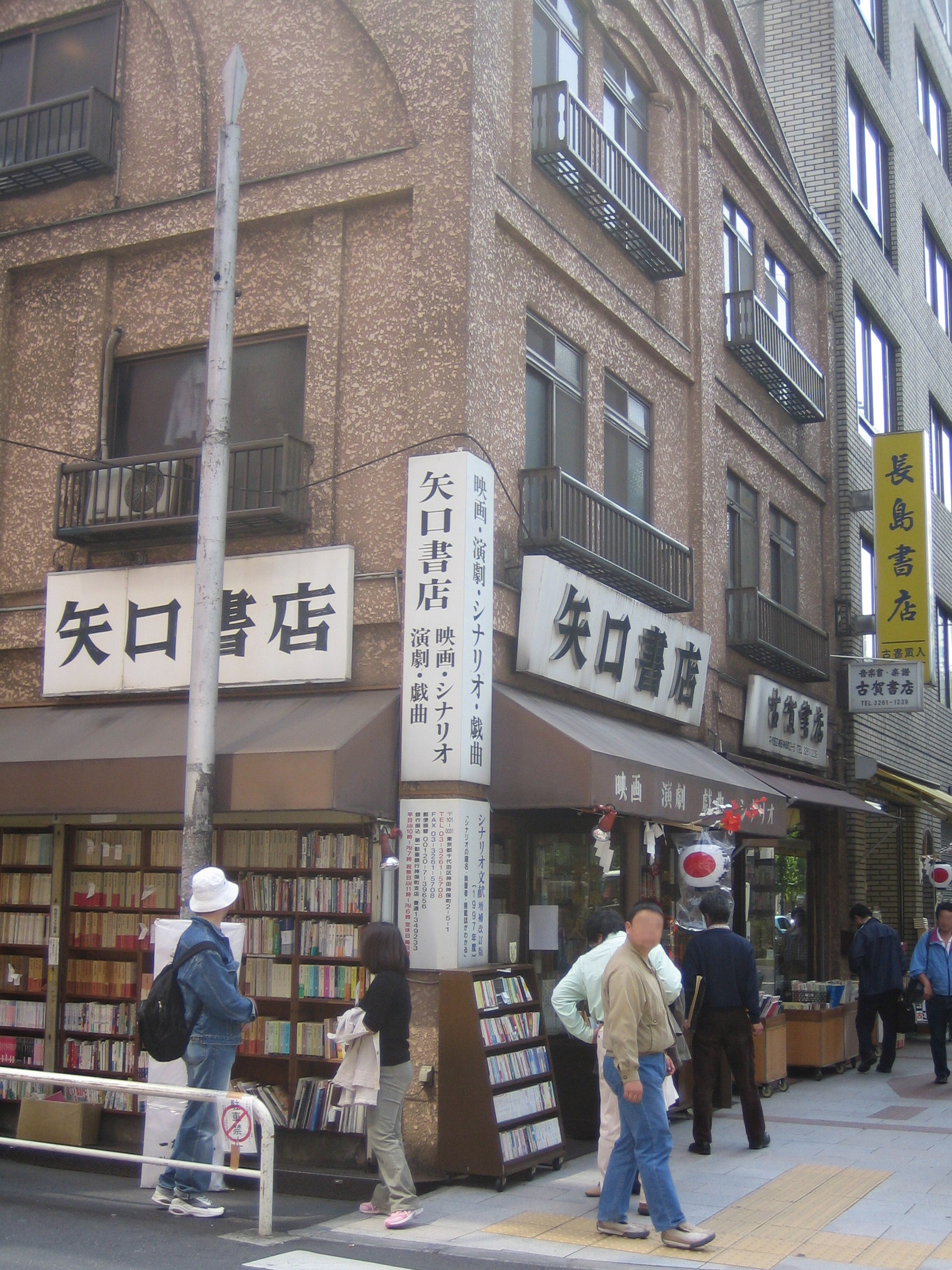
Jinbōchō, llibreria fundada el 1918, ara especialitzada en cinema, teatre i entreteniment.
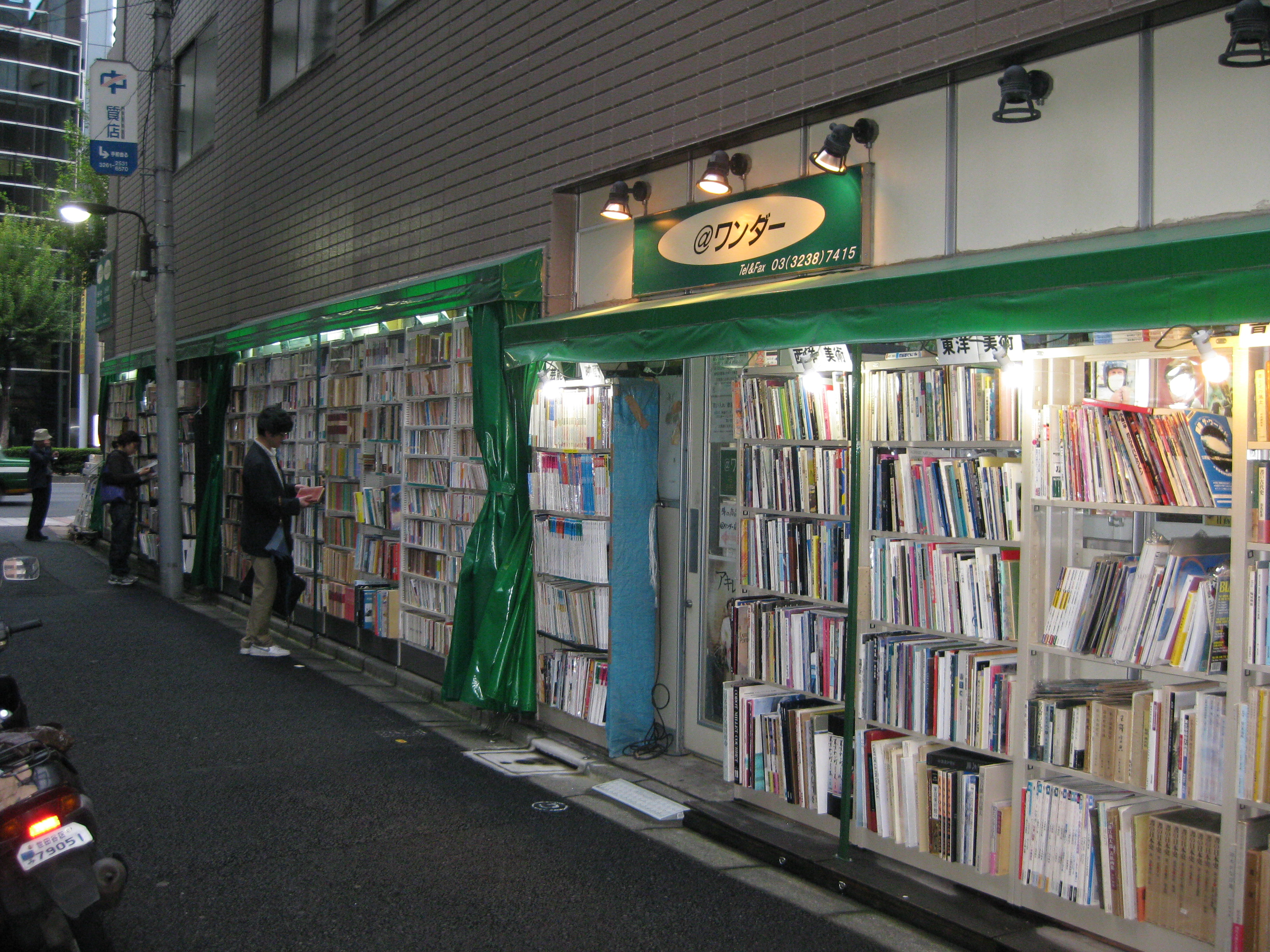
Jinbōchō, llibreria.

## Europa
Localització de viles del llibre